# 屋嘉比朝寄
屋嘉比 朝寄（やかび ちょうき、1716年2月11日（尚敬4年1月19日） - 1775年2月17日（尚穆24年1月18日））は、琉球王国の音楽家。三線の楽譜「工工四」（くんくんしー）の考案者として知られており、その芸風は「当流」と呼ばれている。屋嘉比朝寄の作品は沖縄音楽の規範とされた。

## 生涯
1716年1月19日、首里において玉川按司朝雄（たまがわあじちょうゆう）の四男として生まれる。
幼時から音楽の才に秀で、青年の頃、尚敬王の命により薩摩藩に遊学して謡曲や仕舞を習得した。帰国後は、専ら謡曲の師として王家に仕え、謡曲と舞踊の普及に努めていたが、重い眼病を患って盲目となった。その後、三線の聞覚流の祖で湛水親方より4代目に当たる照喜名聞覚の弟子となって三線を学び、謡曲や日本俗曲を採り入れ、従来の歌唱法に改良を加えて新しい楽風を樹立するとともに、中国の記譜法を参考にしながら、漢字を使った独特の符号によって三線の音階（ツボ）を示す記譜法を編み出し、琉球譜である「屋嘉比工工四」を創案した。その楽風はのちに「当流」と呼ばれた。

## 作品
- 『屋嘉比工工四』（やかびくんくんしー）
- 『上り口説』（ヌブイクドゥチ）

## 後世への影響
屋嘉比朝寄が編み出した『屋嘉比工工四』は後世の沖縄音楽の規範となっており、現存する沖縄音楽最古の楽譜でもある。現代にも残る古典芸能の流派である「野村流」と「安冨祖流」も朝寄の流れを汲んでおり、沖縄古典音楽の基本的内容は朝寄により確立されたといえる。

## 親族
- 父：玉川按司朝雄
- 長兄：玉川王子朝計
- 次兄：小波津親方朝昆
- 三兄：渡嘉敷親雲上朝喜

- 妻：真伊奴（まいぬ、1721年 - 1755年） - 糸満里之子親雲上盛善と毛氏識名親方盛誠女思亀の次女
  - 息子：朝邑（ちょうゆう）
  - 娘：不明

## 弟子
屋嘉比朝寄には2人の高弟がいた。
- 豊原 朝典（とよはら ちょうてん、1740年 - 1803年）
  - 真玉橋家七世の祖、朝正親方の四男家の後と伝わる。屋嘉比朝寄に学び知念績高に伝えた。
- 仲田 朝朗（なかた ちょうろう、1742年 - 1814年）
  - 天才的な声楽家。『屋嘉比工工四』を編集し、『絃声の巻』を著す。

## 伝記
- 沖縄県教育庁文化課編『屋嘉比朝寄工工四』沖縄県教育委員会、1989年3月